# Dodderi, Bhadravati
Dodderi là một làng thuộc tehsil Bhadravati, huyện Shimoga, bang Karnataka, Ấn Độ.